# Jimmy Ashall
Jimmy Ashall (sinh ngày 13 tháng 12 năm 1933) là một cựu cầu thủ bóng đá người Anh thi đấu ở Football League cho Leeds United.